# It’z Me
It’z Me (стилизуется как IT’z ME) — второй мини-альбом южнокорейской группы Itzy. Был выпущен 9 марта 2020 года JYP Entertainment.

## Предыстория и релиз
28 января 2020 года стало известно, что группа Itzy закончила съёмки клипа на новую песню и готовится к своему возвращению весной. 13 февраля News1 сообщил, что группа представит новый альбом 9 марта. Мини-альбом получивший название It’z Me с заглавной песней «Wannabe» стал второй работой Itzy с музыкальной продюсерской группой Galactika после дебютной песни «Dalla Dalla».

## Список композиций
| №                   | Название                                | Текст песни                                 | Музыка                                                                            | Аранжировка                        | Длительность |
| ------------------- | --------------------------------------- | ------------------------------------------- | --------------------------------------------------------------------------------- | ---------------------------------- | ------------ |
| 1.                  | «Wannabe»                               | Galactika                                   | Galactika                                                                         | Team Galactika                     | 3:11         |
| 2.                  | «Ting Ting Ting» (с Оливером Хелденсом) | Penomeco Lee Seu-ran Kang Eun-jeong         | Warren Felder Janee Bennett Оливер Хелденс                                        | Warren Felder Оливер Хелденс [ 5 ] | 3:39         |
| 3.                  | «That's a No No»                        | Shim Eunji KASS                             | Shim Eunji KASS Ariowa Irosogie                                                   | Shim Eunji KASS [ 6 ]              | 3:00         |
| 4.                  | «Nobody Like You»                       | Ким Юбин Josh Record Andrew Bullimore       | Lee Woo-min Collapsedone Josh Record Andrew Bullimore                             | Lee Woo-min Collapsedone [ 7 ]     | 3:17         |
| 5.                  | «You Make Me»                           | Lee Seu-ran earattack Miranda Glory Inzunza | earattack Miranda Glory Inzunza Matthew Ferree                                    | earattack 공도 [ 8 ]               | 3:03         |
| 6.                  | «I Don't Wanna Dance»                   | JQ (제이큐) makeumine works (정세희)        | Anne Judith Stokke Wik Nermin Harambasic Jin by Jin Seung Eun Oh Andreas Baertels | Jin by Jin [ 9 ]                   | 3:09         |
| 7.                  | «24Hrs»                                 | Penomeco                                    | Sophie Лола Бланк                                                                 | Sophie [ 10 ]                      | 2:07         |
| Общая длительность: | Общая длительность:                     | Общая длительность:                         | Общая длительность:                                                               | Общая длительность:                | 21:27        |